# Cabu

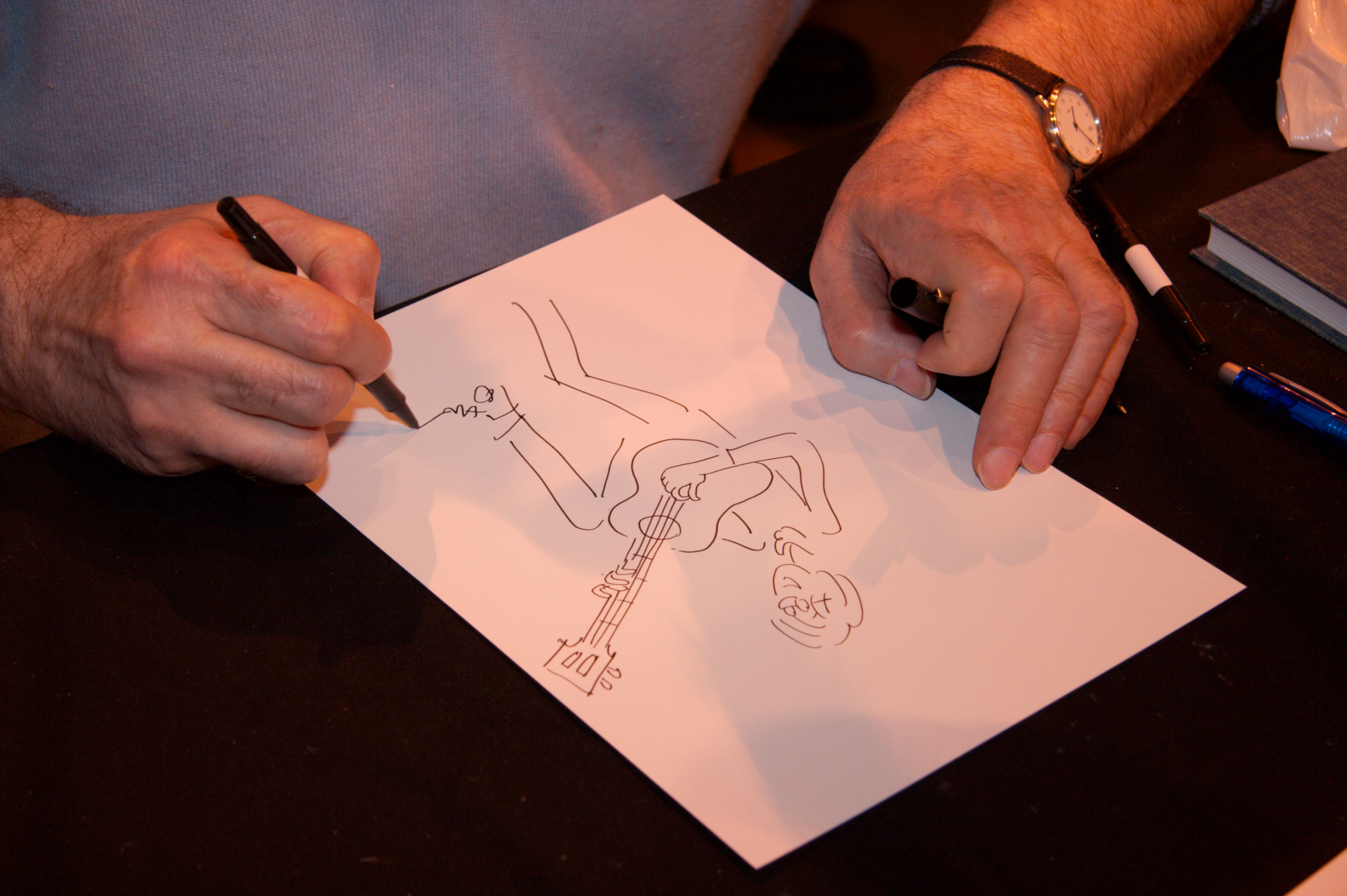
Cabu på Salon du Livre i Paris 2008

Jean Cabut, signaturen Cabu, född 13 januari 1938 i Châlons-en-Champagne i Marne, död 7 januari 2015 i Paris, var en fransk serie- och satirtecknare.
Cabu studerade konst på École Estienne i Paris och hans teckningar började publiceras 1954 i en lokal dagstidning. Under Algerietrevolten tvingades han till värnpliktstjänst under två år i franska armén, vilket gjorde honom till anti-militarist och gav honom en anarkistisk attityd.
Efter det att han slutfört militärtjänst 1960 blev han medgrundare till tidskriften Hara-Kiri. Under 1970- och 1980-talen var han en populär artist och medverkade också under en period i barntelevisionprogrammet Récré A2. Han gjorde politiska karikatyrteckningar för Charlie Hebdo och Le Canard enchaîné.
Bland kända figurer han tecknade finns Le Grand Duduche, adjutant Kronenbourg och - speciellt - Mon Beauf. I februari 2006 publicerades en teckning av Cabu på omslaget till Charlie Hebdo som en kommentar till Muhammedbilderna i Jyllands-Posten, en publicering som ledde till en brottsprocess i Frankrike. Teckningen visade profeten Muhammad under rubriken "Muhammed översvallad av känslor om fundamentalister", utropande "C'est dur d'être aimé par des cons !" ("Så svårt det är att älskas av idioter!°).
Cabu dödades i attentatet mot Charlie Hebdo 2015. Han var far till sångaren Mano Solo (1963–2010).

## Verk i urval
- Cabu: Le grand Duduche, Dargaud 1972
- Cabu: Mon beauf, éd du Square 1976
- Cabu: Catherine saute au Paf, éd du Square 1978
- Cabu: Cabu au Canard Enchaîné, Albin Michel 1989
- Cabu: Tonton la-terreur, Albin Michel 1991
- Cabu: Responsables mais pas coupables !, Albin Michel 1993
- Cabu: Secrets d'État, Albin Michel 1994
- Cabu: Les Aventure épatantes de Jacques Chirac, Albin Michel 1996
- Cabu: Vas-y Jospin !, Albin Michel 1999
- Cabu: À gauche toute !, Albin Michel 2000
- Cabu et Paris, Hoëbeke, 2006, ISBN 9782842302566